# Radim Kopáč
Radim Kopáč (* 17. února 1976, Praha) je český literární a výtvarný kritik, publicista, editor, nakladatelský a časopisecký redaktor.

## Život
Absolvoval bakalářský cyklus žurnalistika na Fakultě sociálních věd University Karlovy (1997–2000) a magisterský cyklus mediální komunikace tamtéž (2000–2004). V letech 2010–2023 zaměstnanec Oddělení literatury a knihoven Ministerstva kultury ČR. Vyučuje na Pedagogické fakultě Univerzity Karlovy.
V roce 1999 spoluzaložil kulturně-společenský měsíčník na internetu Dobrá adresa, jehož byl v roce 2000 šéfredaktorem. V letech 2001–2007 byl redaktorem časopisu Psí víno, v roce 2002 redaktorem kulturního magazínu Uni, v letech 2002–2005 literárním redaktorem kulturní redakce Českého rozhlasu Vltava, v letech 2002–2005 šéfredaktorem literárního čtvrtletníku Intelektuál, v letech 2005–2009 šéfredaktorem internetového Portálu české literatury, v letech 2007–2015 členem redakční rady literární revue Weles. V letech 2010–2015 a znovu od roku 2023 editor časopisu Živel.
Své literární a výtvarné recenze, kritiky, rozhovory, studie a další texty publikuje od roku 1998 v různých časopisech, novinách a v rozhlase. Je autorem řady doslovů a předmluv, zejména k titulům ze současné české literatury. Jeho texty byly přeloženy mj. do angličtiny, francouzštiny, maďarštiny, němčiny, rumunštiny, španělštiny a ukrajinštiny.
Uspořádal výbory nebo soubory děl R. Altschula, S. Antošové, E. Boka, E. Bondyho, E. Brikciuse, L. Engelkinga, G. Erharta, J. Golda, A. Hamana, I. Haráka, J. Hiršala, E. E. Kische, A. Klimenta, M. Koryčana, V. Kremličky, O. Maleviče, O. Mizery, J. A. Pitínského, R. Ráže, M. Růžičky, J. Řezáče, P. Řezníčka, V. Shocka, H. Schmidové, J. Suka, J. Šavrdy, I. Vöröse, J. Wolkra aj.
Z angličtiny přeložil knihy Em & Lo: Sex. Jak na to (2009) a Steven J. Schneider: 101 hororů, které musíte vidět, než zemřete (2010, s J. Balvínem).
Byl kurátorem výstav Slovem i obrazem (2008, s K. Tučkovou), Michal Singer: Muž s ohnivou koulí (2009), Umění komiksu / komiksovost v umění (2009–2011, s E. Janáčovou), Ivo Vodseďálek: Dva úsměvy aneb Příběhy vyprávěné a zobrazené (2011), Komiks nejen v komiksu (2012, s K. Tučkovou), 11 světů (2012–2014), 12 světů (2017–), Renáta Fučíková: Příběhy/Stories (2019), Galina Miklínová: Muzeum lichožroutů (2020–2021) aj.

## Knihy (výběr)
- Velká kniha o prdu (s J. Schwarzem a J. Šofarem; pod pseudonymem P. R. D.). Paseka, Praha 2009.
- Karel Zlín (s V. Tetivou). Gallery, Praha 2010.
- Zůstaňtež tudíž tajemstvím… Známá i neznámá erotika (a skatologika) v české literatuře 1809–2009 (s J. Schwarzem). Artes Liberales, Praha 2010.
- Rozhovory. Rozhovory Radima Kopáče s Bohumilem Nuskou 2008–2009. Nakladatelství Bor, Liberec 2010.
- Mácha redivivus (1810–2010) (ed., s A. Hamanem). Academia, Praha 2010.
- Popiš mi tu proměnu. Rozhovory s básníky (s A. Blažejovskou). Pulchra, Praha 2010.
- Vrchlický erotický. Rytíř Smil a další erotika připisovaná Jaroslavu Vrchlickému (ed., s J. Schwarzem). Paseka, Praha 2011.
- Létavice touhy. Erotismus v dílech Zbyňka Havlíčka, Jany Krejcarové a Egona Bondyho (ed.). Akropolis, Praha 2011.
- Pohlavní sklony v pořádku? Erotika v kultuře, kultura v erotice (v českém kontextu po roce 1989) (ed., s J. Schwarzem). Artes Liberales, Praha 2011.
- Erben parodický. Humor a satira (nejen) podle Kytice (ed., s J. Schwarzem). Paseka, Praha 2011.
- Nový český komiks (2000–2012) (ed., s J. Fantovou; česky, anglicky a německy). Ministerstvo kultury ČR, Praha 2012.
- Na okraj. Poznámky a glosy ke kulturní periferii. Pulchra, Praha 2012.
- Antología de poesía checa contemporánea (ed.; španělsky). Pretextos, Valencia 2013.
- Ivana Lomová (s M. Slavickou, K. Tučkovou a V. Pivovarovem; česky a anglicky). ARSkontakt, Brno a Praha 2013.
- Nevěstince a nevěstky. Obrázky z erotického života Pražanů (s J. Schwarzem). Paseka, Praha 2013.
- M20. Dvacet let nakladatelství Meander (ed., s I. Pecháčkovou). Meander, Praha 2015.
- Punk je mrtvý – a kdo ne? Britský punk a americký hard core v textech (s P. Sojkou). Pulchra, Praha 2016.
- Ve sladké tísni klína. Erotika v české literatuře od počátků po dnešek (s J. Schwarzem a J. Šofarem). Paseka, Praha 2016.
- Dnes dítě (s V. Chalánkovou). Meander, Praha 2016.
- Praha erotická (s J. Schwarzem). Academia, Praha 2017.
- Lenin, varanos, chicas, hormigón. Antología del nuevo cuento checo (ed., španělsky). Huso, Madrid 2018.
- Pijácká čítanka. Alkohol a jeho konzumace slovem i obrazem (ed., s J. Šofarem). Slovart, Praha 2018.
- Nesmysl (ed.). Meander, Praha 2018.
- Praha v množném čísle. Antologie povídek českých spisovatelů o Praze (ed., s J. Šofarem). Slovart, Praha 2019.
- Praha jinak. Zábavně poučná procházka novinami a časopisy první republiky (ed., s J. Šofarem). Slovart, Praha 2020.
- Praga, ciudad de cien rostros. Antología de cuentos de escritores checos sobre Praga (ed., s J. Šofarem, španělsky). Huso, Madrid 2020.
- Praha ožralá (s P. Stančíkem). Academia, Praha 2021.
- Padáme i na tvou hlavu. Skvoty, centra, kluby v Praze. Co bylo, co zbylo z devadesátek (s G. Kontra). Pulchra, Praha 2021.
- Eugen Brikcius uvádí (s E. Brikciusem). Malvern, Praha 2021.
- Punk zuřivej (s P. Bergmannem a G. Kontra). Divočina, Praha 2022.
- Všechno je špatně, zpátky na stromy! Český punk a hardcore v textech 1979–1989. Divočina, Praha 2022.
- Příšerná hostina. Strach, tajemství, hrůza a šílenství v české literatuře 14. až 21. století (ed.). Slovart, Praha 2023.
- Una noche espléndida. Antología de literatura erótica Checa (ed., s J. Šofarem, španělsky). Huso, Madrid 2023.
- Chodci zeleně (ed.). Academia, Praha 2023.
- Kafkova abeceda (s P. Stančíkem a Š. Marešem). Malvern, Praha 2024.